# Bruel Barbara - Le Châtelet
Albums de Patrick Bruel
Très souvent, je pense à vous…
(2015) Ce soir on sort…
(2018)
Bruel Barbara - Le Châtelet est le neuvième album live de Patrick Bruel sorti le 2 décembre 2016 chez Columbia, enregistré au Théâtre du Châtelet, à Paris, le 6 juin 2016. L'album comprend deux CD et un DVD (ou un Blu-ray). 
Le spectacle enregistré fait partie de la tournée consacrée à Barbara que Patrick Bruel a présenté dans différentes salles de mars à novembre 2016. La tournée s'est terminée dans la Salle Pleyel à Paris. Le tour de chant est composé presque exclusivement de chansons de Barbara. Seules quatre chansons sont issues de son propre répertoire, essentiellement pour évoquer sa propre enfance ou sa jeunesse.

## Liste des titres

### CD 1
| No  | Titre                        | Paroles                                                 | Musique           | Durée |
| --- | ---------------------------- | ------------------------------------------------------- | ----------------- | ----- |
| 1.  | Du bout des lèvres           | Barbara                                                 | Barbara           | 2:46  |
| 2.  | Une petite cantate           | Barbara                                                 | Barbara           | 2:42  |
| 3.  | Le Mal de vivre              | Barbara                                                 | Barbara           | 3:49  |
| 4.  | Raconte-moi                  | Patrick Bruel                                           | Patrick Bruel     | 3:42  |
| 5.  | Madame                       | Barbara                                                 | Barbara           | 3:18  |
| 6.  | Drouot                       | Barbara                                                 | Barbara           | 3:37  |
| 7.  | À chaque fois                | Barbara                                                 | Barbara           | 1:22  |
| 8.  | Parce que je t'aime          | Barbara                                                 | Barbara           | 4:42  |
| 9.  | À mourir pour mourir         | Barbara                                                 | Barbara           | 2:32  |
| 10. | Où sont les rêves            | Patrick Bruel - Marie-Florence Gros - Gérard Presgurvic | Gérard Presgurvic | 3:51  |
| 11. | Promenade dans le 5e (texte) | Patrick Bruel                                           |                   | 2:10  |
| 12. | Perlimpinpin                 | Barbara                                                 | Barbara           | 5:49  |
| 13. | Göttingen                    | Barbara                                                 | Barbara           | 2:37  |
| 14. | Mon enfance                  | Barbara                                                 | Barbara           | 3:45  |

### CD 2
| No  | Titre                          | Paroles             | Musique                    | Durée |
| --- | ------------------------------ | ------------------- | -------------------------- | ----- |
| 1.  | Attendez que ma joie revienne  | Barbara             | Barbara                    | 3:27  |
| 2.  | À mon ami Alfred T.            | Alfred de Musset    | Patrick Bruel              | 2:50  |
| 3.  | Marienbad                      | François Wertheimer | Barbara                    | 6:18  |
| 4.  | Vienne                         | Barbara             | Barbara - Roland Romanelli | 4:58  |
| 5.  | Pantin                         | Barbara             | Barbara                    | 3:19  |
| 6.  | L'Aigle noir                   | Barbara             | Barbara                    | 4:57  |
| 7.  | Nantes                         | Barbara             | Barbara                    | 4:21  |
| 8.  | Qui a le droit...              | Gérard Presgurvic   | Patrick Bruel              | 4:08  |
| 9.  | Ma plus belle histoire d'amour | Barbara             | Barbara                    | 6:19  |
| 10. | Dis, quand reviendras-tu ?     | Barbara             | Barbara                    | 5:32  |

## DVD ou Blu-ray
Le DVD ou le Blu-ray reprend les mêmes titres, ainsi que deux vidéos en bonus :
- Les coulisses du Châtelet
- Très souvent je pense à vous...

## Musiciens et direction artistique
Patrick Bruel est accompagné sur scène des musiciens suivants :
- Direction musicale, piano, synthé, batterie et accordéon : Benjamin Constant
- Guitares : Bertrand Commère
- Basse, contrebasse et synthé : Antoine Reininger
- Saxophone, clarinette, flûte : Frédéric Couderc
- Accordéon : Roland Romanelli
- Piano : David François Moreau

La direction artistique et les arrangements sont dus au demi-frère de Patrick Bruel, David François Moreau.